# Marion County Courthouse (Iowa)
Das Marion County Courthouse in Knoxville ist das Justiz- und Verwaltungsgebäude (Courthouse) des Marion County im mittleren Süden des US-amerikanischen Bundesstaates Iowa.
Das heutige Gebäude ist das dritte Courthouse des 1845 gegründeten Marion County. Das erste Gebäude war ein Holzrahmenbau, der auch als Schule und Kirche diente. Im Jahr 1858 wurde im Stil des Greek Revival ein zweistöckiges Gebäude in Knoxville errichtet, das ausschließlich als Justiz- und Verwaltungsgebäude bis 1895 für das Marion County diente. Das heutige Gebäude wurde 1896 seiner Bestimmung übergeben.
Das dreistöckige Gebäude wurde nach einem Entwurf des Architekten Mifflin E. Bell aus Sandstein im neuromanischen Stil errichtet. Aus der Mitte des Gebäudes überragt ein mehrere Stockwerke hoher Uhrturm das Dach.
Im Jahr 1981 wurde das Gebäude mit der Referenznummer 81000256 in das National Register of Historic Places aufgenommen.